# Chorisops unita
Chorisops unita är en tvåvingeart som beskrevs av Yang 1992. Chorisops unita ingår i släktet Chorisops och familjen vapenflugor. Inga underarter finns listade i Catalogue of Life.